# Креведія
Креведія (рум. Crevedia) — село у повіті Димбовіца в Румунії. Адміністративний центр комуни Креведія.
Село розташоване на відстані 23 км на північний захід від Бухареста, 51 км на південний схід від Тирговіште, 119 км на південь від Брашова.

## Населення
За даними перепису населення 2002 року у селі проживали 2640 осіб, з них 2637 осіб (99,9%) румунів. Рідною мовою 2638 осіб (99,9%) назвали румунську.